# Bryan Salas
Bryan Salas Sánchez (27 december 1991) is een Costa Ricaans wielrenner die in 2016 reed voor Coopenae Extralum.

## Carrière
In 2013 nam  Salas voor het eerst deel aan de Ronde van Costa Rica. Zijn beste prestatie was een zestiende plaats in de tiende etappe. Een seizoen later werd hij tweede in het nationaal kampioenschap tijdrijden, waar voor het dertig kilometer lange parcours in en rond Santa Clara bijna anderhalve minuut langer nodig had dan winnaar Josué González. In december van dat jaar nam hij wederom deel aan de ronde van zijn thuisland, waarin de elfde plaats in etappe vier zijn beste klassering was. In 2015 werd Salas tiende en achtste in respectievelijk de tijdrit en wegwedstrijd op het nationale kampioenschap.
In december 2016 behaalde Salas zijn eerste UCI-overwinning door in de vierde etappe van de Ronde van Costa Rica met een voorsprong van 21 seconden op het peloton solo als eerste over de finish te komen. Na twaalf etappes eindigde hij op de achtste plek in het algemeen klassement. In 2017 werd hij nationaal kampioen tijdrijden in Perez Zeledón, waar hij bijna anderhalve minuut sneller was dan Gabriel Marín. Hij prolongeerde zijn titel in 2018. Hij schreef dat jaar eveneens het eindklassement van de Ronde van Costa Rica op zijn naam.

## Overwinningen
2016
4e etappe Ronde van Costa Rica
2017
 Costa Ricaans kampioen tijdrijden, Elite
2018
 Costa Ricaans kampioen tijdrijden, Elite
Eindklassement Ronde van Costa Rica
2019
 Costa Ricaans kampioen tijdrijden, Elite

## Ploegen
- 2016 –  Coopenae Extralum

Alpízar · Betancourt · Brenes · Carballo · González · Jiménez · Mejía · Salas · Solano · B. Villalobos · R. Villalobos